# Albine Nagel

Autogrammkarte von Albine Nagel, ca. 1915.

Albine Nagel, verheiratete Albine Nagel-Ballin, (* 5. März 1884 in Graz, Österreich; † 31. August 1969 in Braunschweig) war eine österreichische Opernsängerin (Sopran), Kammersängerin und seit 1951 Ehrenmitglied des Staatstheaters Braunschweig.

## Leben
Nagels Karriere begann 1902 am Stadttheater in Troppau im damaligen Mährisch-Schlesien, wo sie bis 1904 blieb. Es folgten Engagements am Deutschen Theater in Brünn und am Hoftheater in Coburg. Über das Stadttheater Halle/Saale kam die 27-jährige schließlich am 23. Februar 1912 nach Braunschweig, wo sie am Hoftheater als Octavian in Richard Strauss’ Der Rosenkavalier mit großem Erfolg gastierte. Sie erhielt daraufhin umgehend von Intendant Egbert von Frankenberg und Ludwigsdorff einen Vertrag. Im November 1925 dirigierte Richard Strauss in der Stadt seine Oper Salome und war von Nagel, die die Titelpartie sang, begeistert.
Am 29. Dezember 1921 hatte Albine Nagel den jüdischen Aluminium-Fabrikanten Hans Ballin aus Seesen geheiratet. Ab 1931 war sie freischaffend an verschiedenen Bühnen in Deutschland und Österreich tätig. Nach der Machtergreifung der Nationalsozialisten Anfang 1933 verhängten diese ein Auftrittsverbot gegen sie und schlossen sie auch aus der Reichstheaterkammer aus, da sie mit einem Juden verheiratet war.
Nach Ende des Zweiten Weltkrieges trat Albine Nagel 1947 erstmals wieder in Braunschweig auf. 1951 wurde sie zum Ehrenmitglied des Braunschweiger Staatstheaters ernannt. Sie starb 1969 in Braunschweig an den Folgen eines Sturzes und wurde in Seesen, im Grab ihrer Mutter Katharina, beigesetzt. Auf dem Grabstein war auch eine Inschrift in Erinnerung an ihren Ehemann Hans Ballin angebracht. Das Grab ist mittlerweile aufgelöst, der Grabstein wurde 2015 von der Stadt Seesen entfernt und zerstört.
Die Albine-Nagel-Straße im Braunschweiger Stadtteil Stöckheim wurde ihr zu Ehren benannt.

## Ehemann Hans Ballin

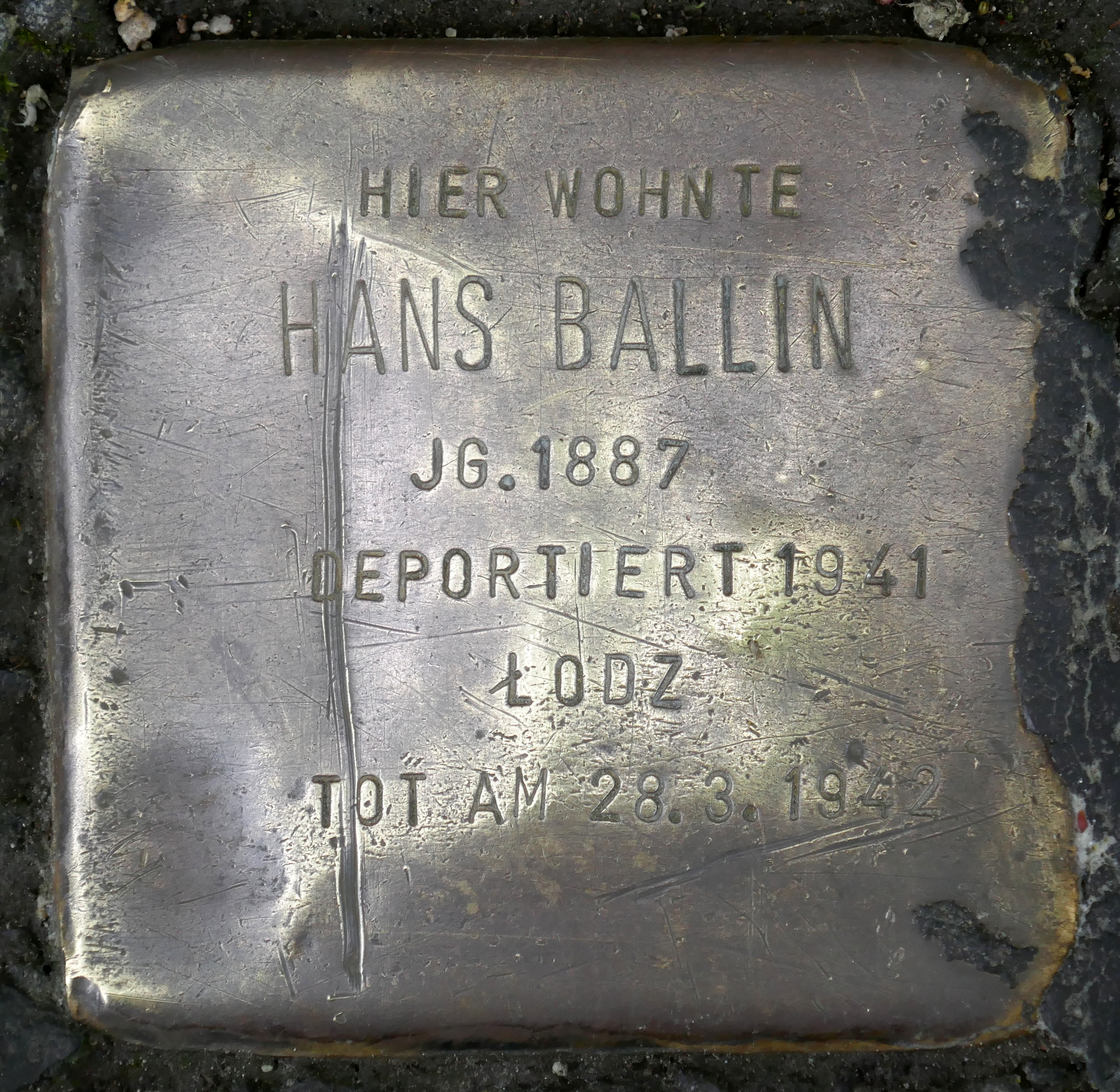
Stolperstein für Hans Ballin in der Bachemer Straße 235 in Köln.

Hans Heinemann Ballin wurde am 12. März 1887 in Gandersheim geboren. Seine Eltern waren der Bankier, Stadtrat und Ehrenbürger der Stadt Gandersheim Louis Ballin (geb. 1834 in Echte; gest. 1918 in Braunschweig) und dessen Ehefrau Anna Ballin (1854–1921). Louis Ballin war Mitglied der Braunschweiger Freimaurerloge Carl zur gekrönten Säule. Hans Ballin hatte 1911 zusammen mit dem Seesener Industriellen Fritz Züchner sen. (1870–1950) ein Aluminiumwerk gegründet, das er zusammen mit diesem leitete. Das Ehepaar Albine Nagel / Hans Ballin zog 1935 nach Köln, trennte sich jedoch bereits im Folgejahr, woraufhin Albine Nagel wieder nach Braunschweig zurückkehrte. Im Kölner Adressbuch 1938 ist Hans Ballin als Kaufmann verzeichnet. Am 22. Oktober 1941 wurde er mit dem ersten Kölner Transport (Nr. 8) ins Ghetto Litzmannstadt (Łódź) deportiert (Deportationsnr. 275). In der Transportliste ist für ihn 1941 nun die Berufsbezeichnung Erdarbeiter angegeben. Für seine Deportation musste Hans Ballin 95,50 Mark bezahlen, wie in der Deportationsliste vermerkt wurde. Hans Ballin starb am 28. März 1942 im Ghetto.